# 陽羽里駅
陽羽里駅（ひばりえき）は、石川県白山市陽羽里二丁目にある、北陸鉄道石川線の駅である。駅番号はI11。

## 歴史
白山市曽谷町土地区画整理組合が建設費用（約8千万円）を負担する形で要請し設置される請願駅。石川線では初の新駅であり、北陸鉄道全体としても小松線の沖駅以来55年ぶりの新駅である。
当駅周辺は白山市曽谷町土地区画整理組合により宅地化され、駅名は開発中の宅地の名称と同じである。

### 年表
- 2014年（平成26年）7月31日：国土交通省北陸信越運輸局より新駅設置が認可[3][8]。
- 2015年（平成27年）
  - 3月8日：完成式典[4][9]
  - 3月14日：開業[10][11]。
- 2017年（平成29年）3月4日：駅周辺の土地区画整理事業に伴い、町名が曽谷町から陽羽里に変更される[12]。

### 駅名の由来
白山市曽谷町土地区画整理組合が「輝く太陽のもとでヒバリが羽ばたくように飛躍する場所」との思いを込めて「陽羽里」と命名した。

## 駅構造
単式ホーム長さ41mに幅3mの1面1線で、待合室とスロープを備えている。
地上駅で無人駅。駅前はコミュニティーバスの乗り入れが計画されているロータリーがあるほか、公園と集会場が設けられる。

## 利用状況
「令和3年度版白山市統計書」によると、1日平均乗降人員は以下のとおりである。なお、開業初年度は1日130人、5年目には1日300人を見込んでいる。
| 年度   | 1日平均 乗降人員 |
| ------ | ---------------- |
| 2014年 | 14               |
| 2015年 | 11               |
| 2016年 | 21               |
| 2017年 | 24               |
| 2018年 | 35               |
| 2019年 | 42               |
| 2020年 | 36               |

## 駅周辺
当駅は陽羽里ニュータウン（造成中）の東側に隣接する。
- 金沢村田製作所
- 中村留精密工業

## バス路線
- めぐーる 南コース

## 隣の駅
北陸鉄道
■石川線
四十万駅 (I10) - 陽羽里駅 (I11) - 曽谷駅 (I12)